# The Rascals (Англия)
The Rascals — британская рок-группа, появившаяся в 2007 году. Все три её участника, Майлз Кейн (вокал, гитара), Джо Эдвардс (бас-гитара) и Грег Микхол (барабаны) ранее входили в состав группы The Little Flames.

## История
По словам Майлза название группы никак не связано с американскими The Rascals 60-х, он говорит, что в нескольких интервью времён The Little Flames их называли «you little rascals», что и дало название новой группе.
В августе 2009-го, Майлз Кейн заявил, что уходит из коллектива, чтобы сосредоточиться на сольной карьере. Остальные два участника группы также сказали, что продолжать играть в этом коллективе не будут. Таким образом, группа просуществовала всего пару лет.

## Дискография
Альбомы
- Rascalize (23 июня 2008), UK # 100

Миньоны
- Out of Dreams (3 декабря 2007)

Синглы
- «Suspicious Wit» (18 февраля 2008)
- «Freakbeat Phantom» (16 июня 2008)
- «I’ll Give You Sympathy» (29 сентября 2008)